# Macroptilium lathyroides
Macroptilium lathyroides är en ärtväxtart som först beskrevs av Carl von Linné, och fick sitt nu gällande namn av Ignatz Urban. Macroptilium lathyroides ingår i släktet Macroptilium och familjen ärtväxter. Inga underarter finns listade i Catalogue of Life.

## Bildgalleri

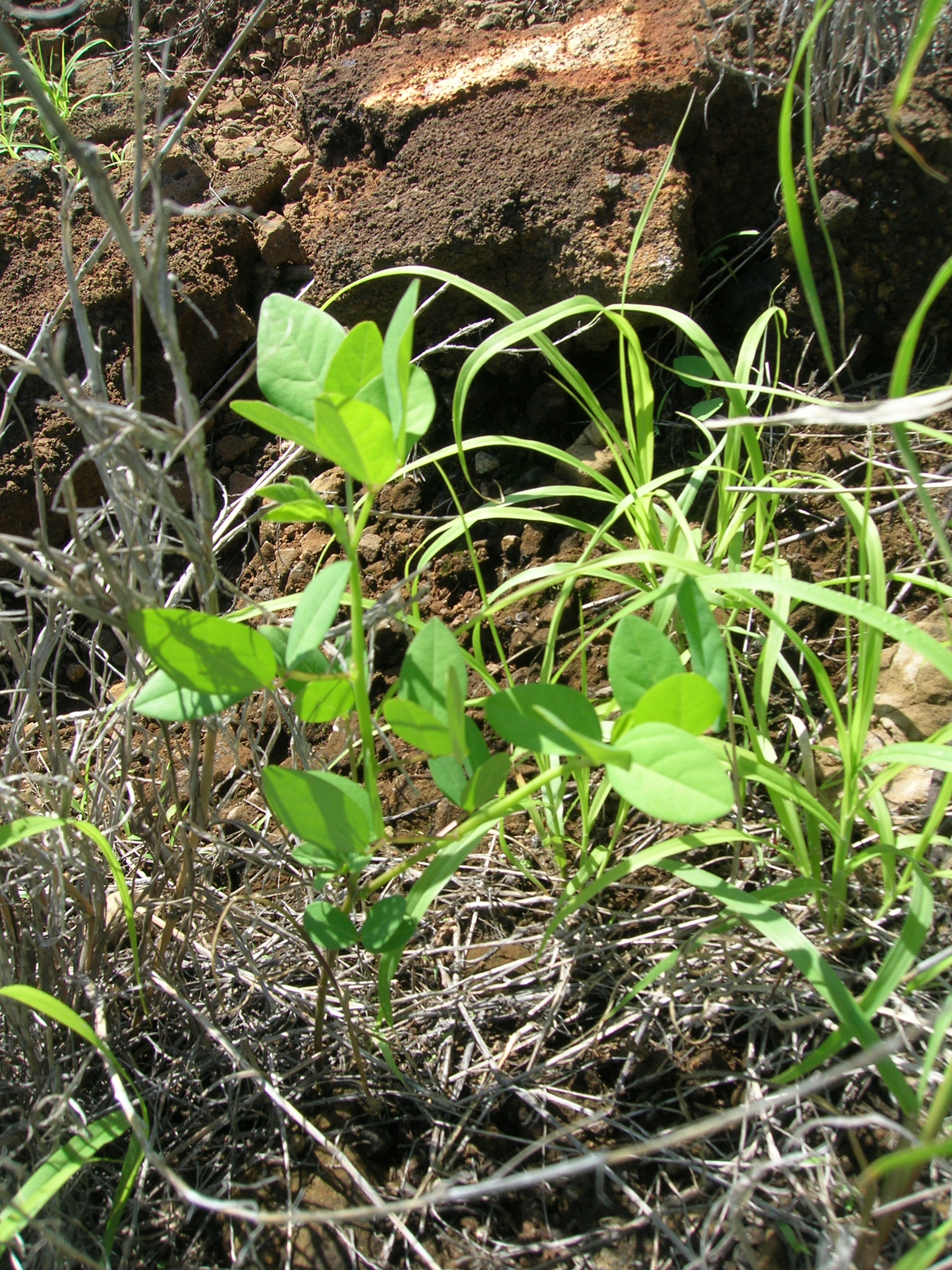
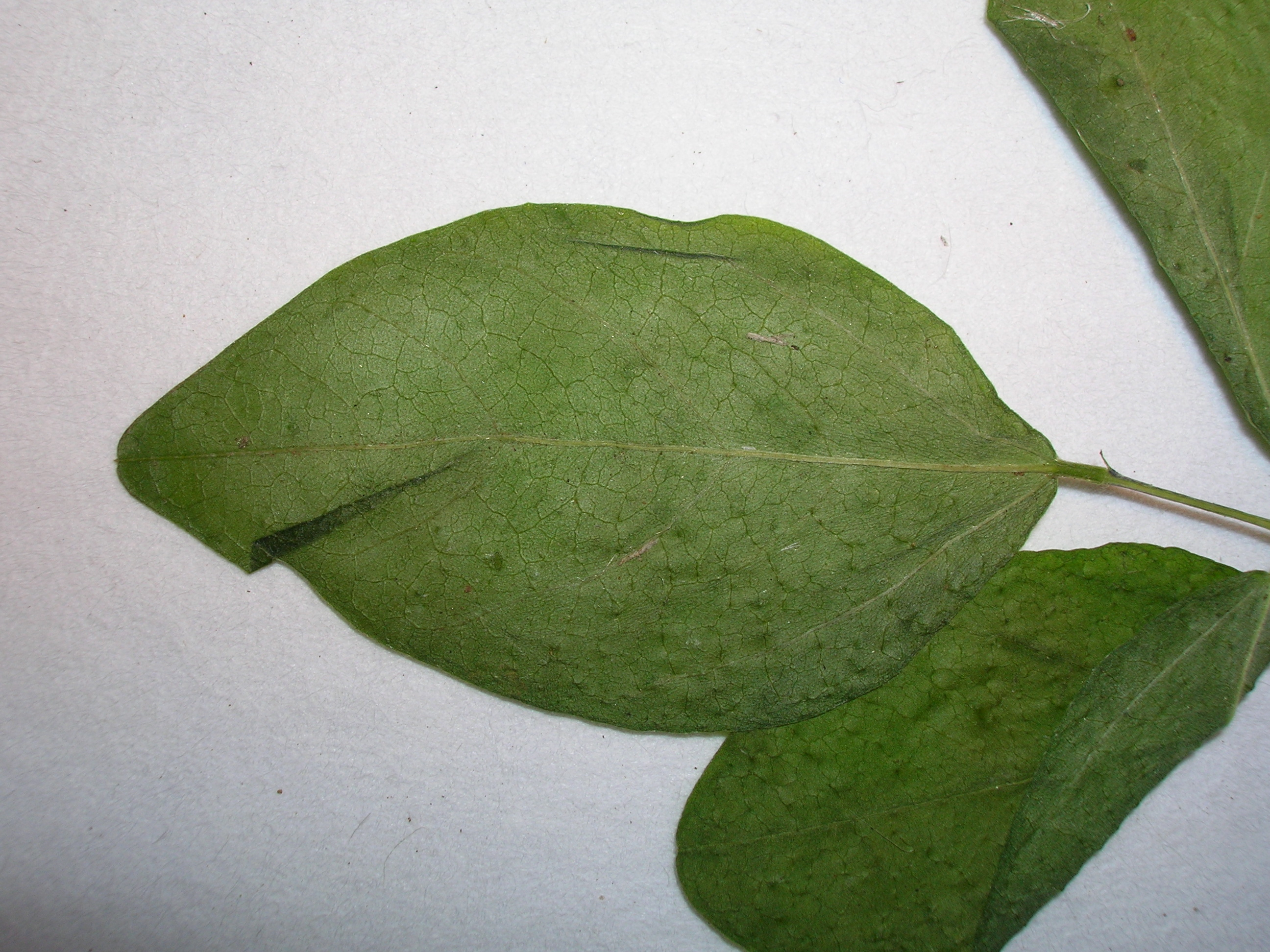
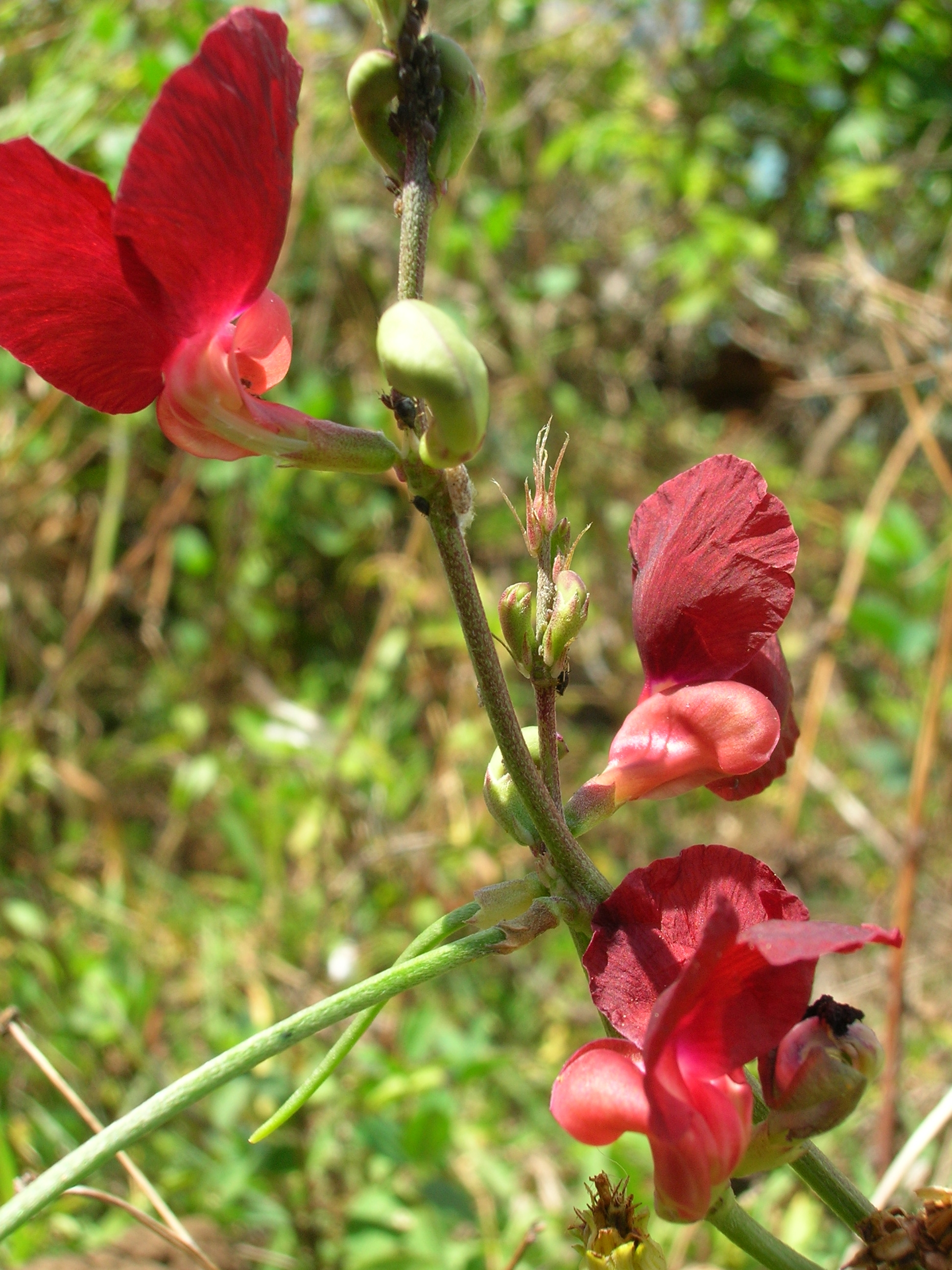
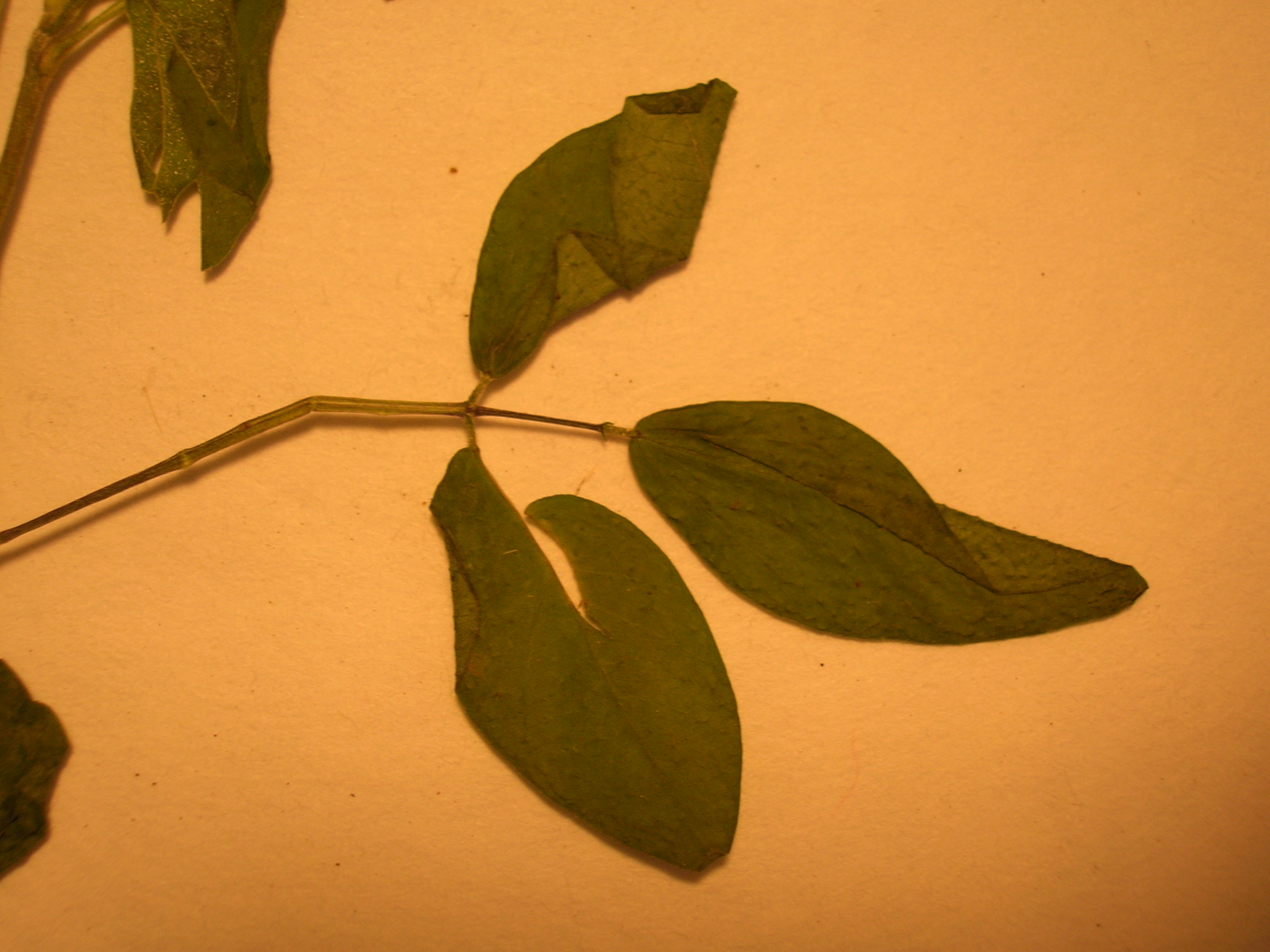
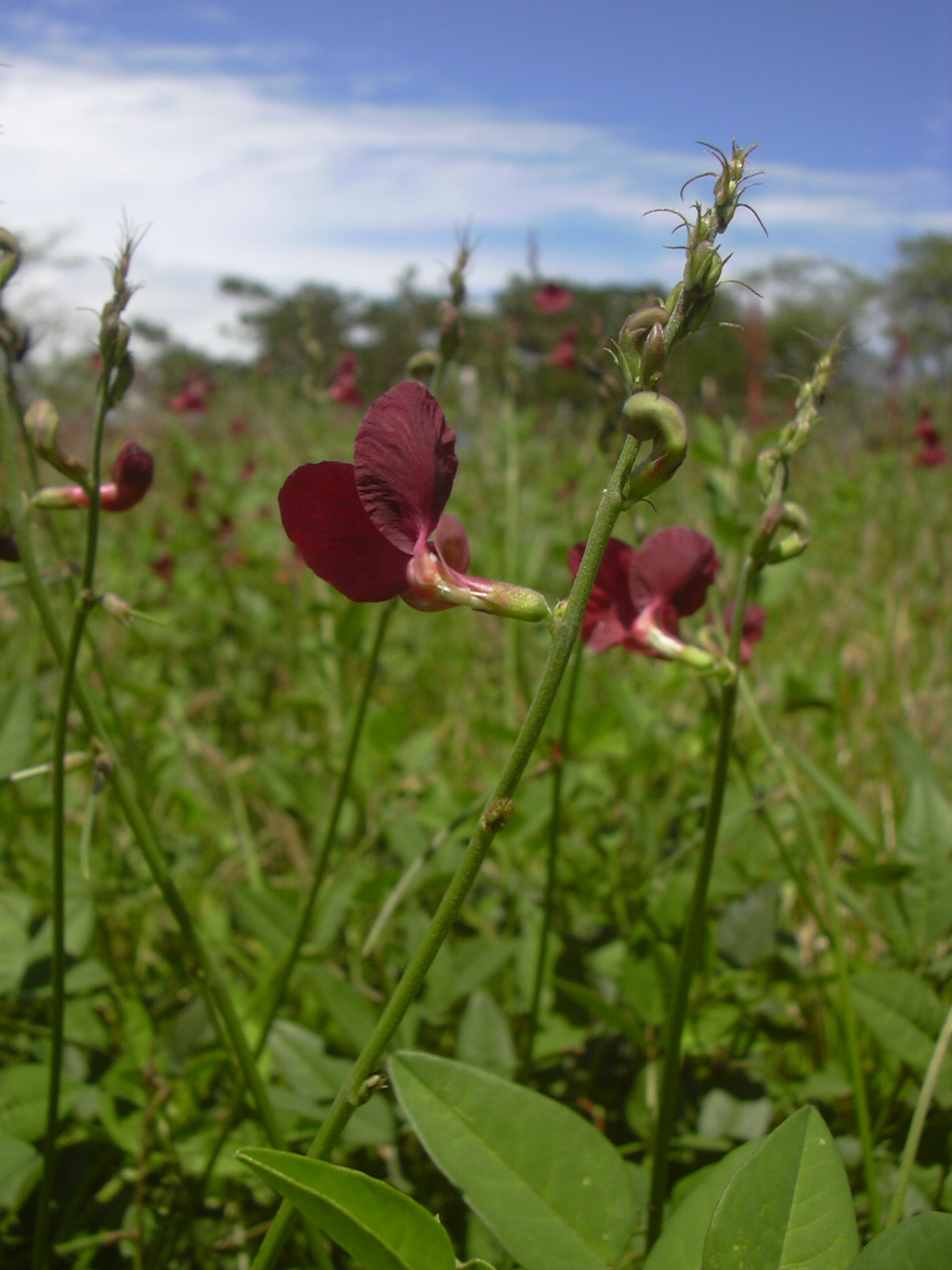
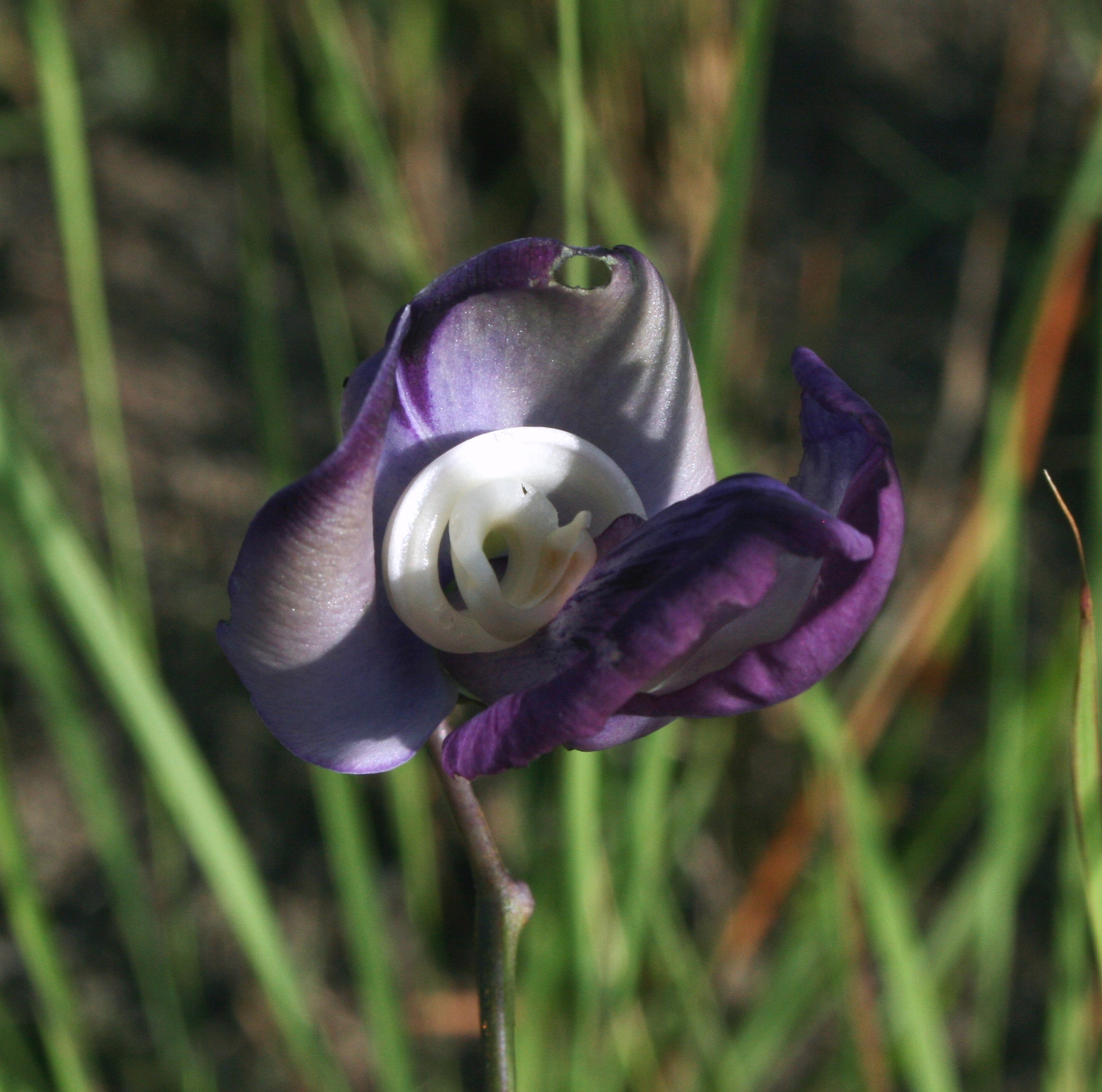